# ミネアポリス高速道路崩落事故
ミネアポリス高速道路崩落事故（ミネアポリスこうそくどうろほうらくじこ）は、2007年8月1日にミネソタ州州都セントポールと同州最大の都市ミネアポリス間のミシシッピ川に架っていた州間高速道路35W号線（I-35W）ミシシッピ川橋が崩落した事故である。
この橋は1967年に開通し、8車線で一日に約14万台の車が往来する、ミネソタ州で3番目に交通量の多い鋼鉄製トラス橋だった。夜のラッシュ時に崩落事故が起こり、13人が死亡、145人が負傷した。国家運輸安全委員会は崩落を起こした可能性として設計不備を挙げており、薄すぎるガセットプレートがリベットの列に沿って裂けてしまい、と同時に追加の重量がこの橋にかかったために崩落事故が起こったと指摘した。

## 橋の概要

### 立地

赤色部分が橋の場所。

この橋はミネソタ州最大の都市ミネアポリスにあり、ダウンタウンイースト地区とマーシーホームズ地区とを繋いでいた。南側橋台はヒューバート・H・ハンフリー・メトロドームの北東にあり、北側橋台はミネソタ大学キャンパスの北西にあった。下流には並ぶように10thアベニュー橋が架かっており、すぐ上流にはセントアンソニー滝の水門とダムがある。 
北側の橋脚基礎は1998年に廃棄された水力発電所付近にあった。南側橋台は石炭ガス精製プラントや石油製品の貯蔵処理施設によって汚染された地域にあった。こうした土地活用が橋の下に事実上の有毒廃棄場所を作ってしまい、訴訟問題に発展して汚染土壌の除去へとつながった。当時の土地活用と橋崩落との関連性は指摘されていない。

### 設計構造

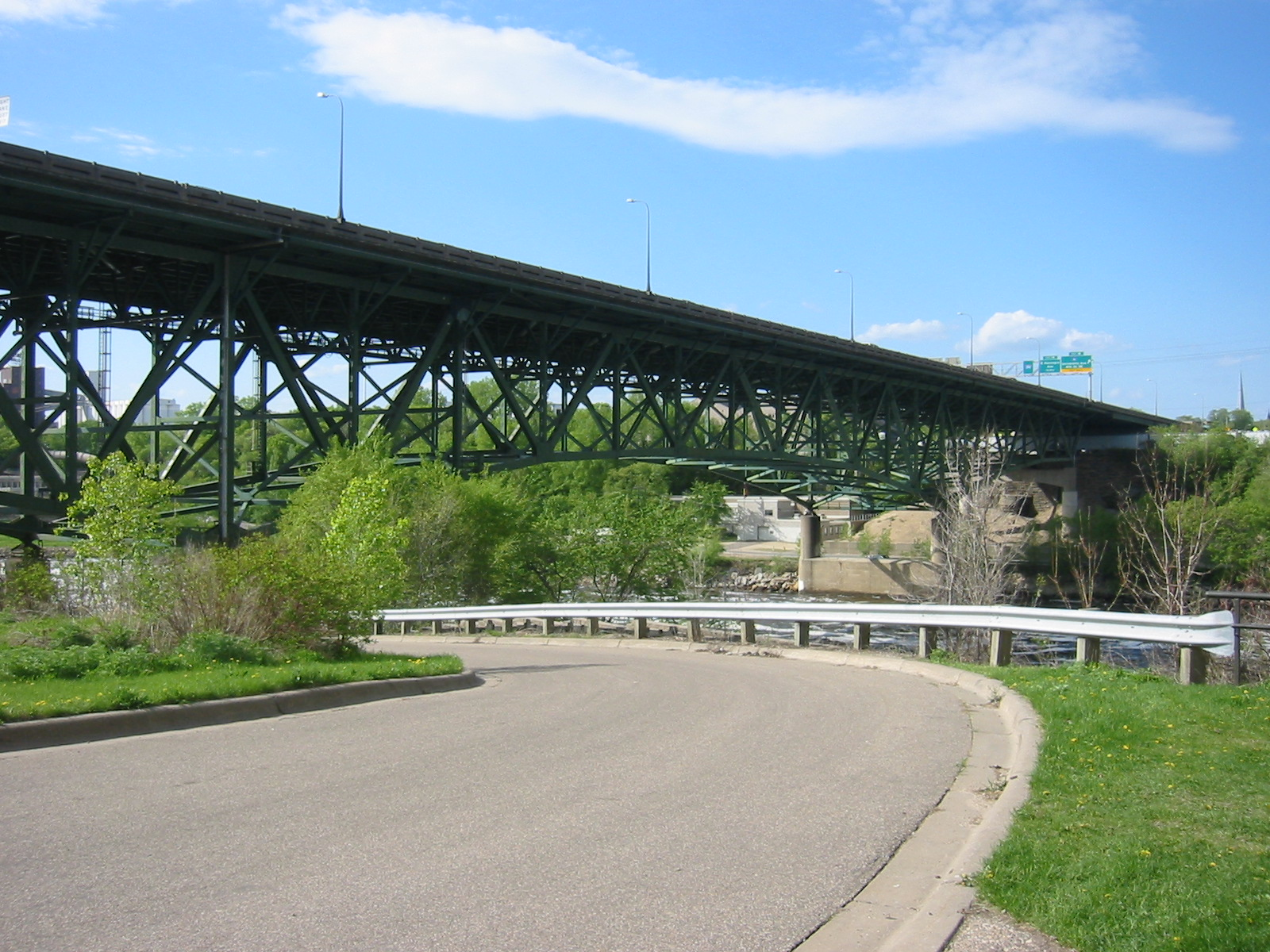
I-35W橋の南端を公園道路(West River Parkway)から見たところ。
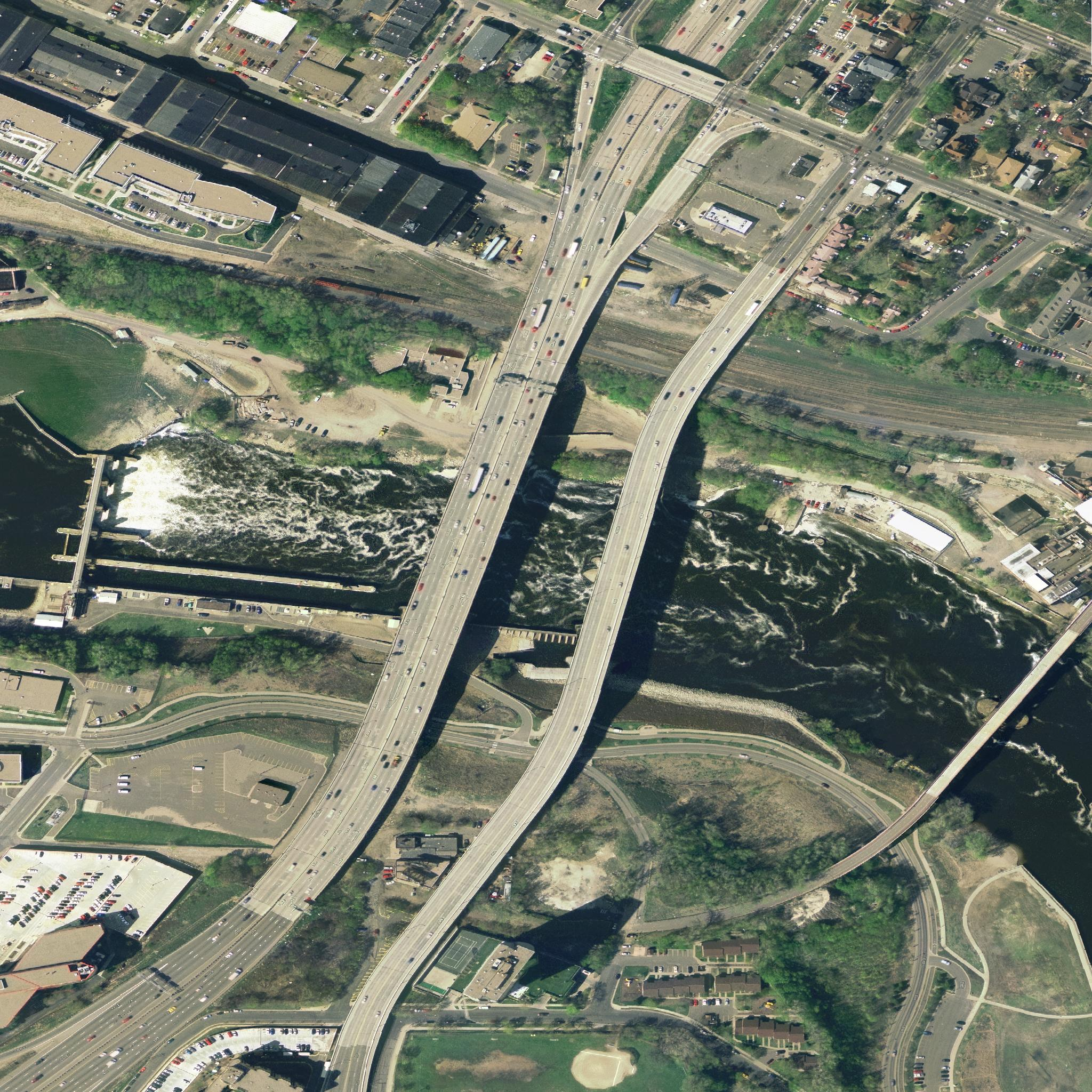
I-35W橋（中央左）と10thアベニュー橋（中央右）。2004年撮影

この橋は公的には "Bridge 9340" となっており、1961年にAASHO（現:米国全州道路交通運輸行政官協会）の標準仕様で設計された。建設契約は当時総額520万ドル以上にもなり、1964年に工事が着工して1967年に完成・開通した。全長580mに及ぶ、鋼鉄でできたトラス・アーチ構造の橋だった。
1996年、気温が氷点下になる度に路面凍結が起こるとの理由から、この橋がツインシティーズの高速道路網で冬季に最も危険な場所と判定された。橋がセントアンソニー滝と近いことが路面凍結の大きな要因となっており、この場所は頻繁にスピン事故や衝突事故が起きることで有名になった。
1999年、ミネソタ州運輸局の主導で橋の路面に温度作動式ノズルを埋め込み、酢酸カリウム水溶液を撒いて冬季の路面凍結が起こらない状態を保つようにした。2000年にこの自動路面凍結防止システムが稼働し、導入以降は重大な多重衝突事故が無くなった。
橋が崩落した時も、この橋はミネアポリスで最新の橋だった。先のシステムは、酢酸カリウムが構造支持材を腐食させることで橋が崩落する一因になった可能性があるとして取り沙汰されたものの、国家運輸安全委員会の最終報告で腐食が崩落要因ではないことが判明した。

### 保守検査
1993年以来、この橋はミネソタ州運輸局によって毎年検査されていたが、2007年は建設工事のため検査報告が完全ではなかった。崩落以前から、この橋の構造に問題があると言及する報告が幾つかあった。1990年、連邦政府はI-35W橋に「構造的に不十分(structurally deficient) 」との評価を下し、支持構造の重大な腐食に言及していた。
2001年のミネソタ大学土木工学科の調査によると、横梁では亀裂がそれ以前より発見されていた。メイントラス（主構）はこれらの横梁と繋がっており、支承接合点での動きに対する抵抗が横梁に想定以上の歪みをもたらしたことで、次第に応力割れが生じてしまったという。その状況には、更なる伝播を防ぐため亀裂を削り取ったり更なる歪みを防ぐため横梁に支柱を取り付けると言った処置が施された。報告書はまた、メイントラスの冗長性欠如に関する懸念に言及しており、これは構造的破綻がひとつ起こった場合に橋の崩壊リスクが高まることを意味していた。同報告書は、当面の間この橋が疲労亀裂の問題とはならないだろうと結論付けたものの、定期的な検査、構造の健全性監視、ひずみゲージの活用が提案された。
2005年、米国運輸省の国内橋梁データベースによると、この橋は再び「構造的に不十分」と評価されて交換が必要かもしれないとされた。複数の問題点が後の検査報告書で指摘された。2006年6月の検査では亀裂と疲労の問題が判明した。2007年8月（の事故後会見で）、ティム・ポーレンティー州知事はこの橋が2020年に交換される予定になっていたと主張した。 
連邦政府による全米規模の検査格付けで、I-35W橋は殆ど最低だった。2005年にこの橋は100点満点評価で50点と評価され、順次交換した方が良いと指摘された（10万基を超える検査評価で50点以下は全体の4%だけ）。別の測定では、I-35W橋は「構造的に不十分」の評価ながらも「そのまま放置しておける最低許容限界」ではあると見なされた。
2006年12月、この橋に関して鋼鉄での補強計画が立案されたが、補修作業におけるドリル掘削が実際は橋を弱体化させてしまうことに技師達が気付いたことで2007年1月に計画は取りやめとなり、定期検査を優先させた。ミネソタ州運輸局の内部文書では、担当役員らが橋の崩壊可能性について話し合い、自分達がそれを否定する必要があるかもしれない点を案じていた。
崩落の数週間前に実施された工事は、照明、コンクリート、ガードレールの交換作業などだった。崩落時には8車線のうち4車線が再舗装のため閉鎖され、橋の上に261トンもの建設資材および機材が置かれていた。

## 崩落
2007年8月1日の中部夏時間午後6時05分、橋の交通はラッシュ時で規制された車線が渋滞気味だったところ、橋の中央スパンが突然崩れて隣接するスパンもこれに続いた。構造物と路面が下方の河川や河岸に崩落し、その過程で南側部分は東へ25m倒壊した。合計111台の車両が巻き込まれ、乗員および18人の建設作業者が35m下にある河川や河岸に落とされた。橋の北側部分は、鉄道敷地内にある無人の静止した貨物列車の上に落ちていった。

崩落の瞬間

崩落の連続画像は、セントアンソニー滝の水門ダム駐車場に設置されていた屋外監視カメラで撮影された。崩落直後の騒ぎはミネソタ州運輸局の交通カメラ（崩落時は橋以外の方面を向いていた）でも撮影された。連邦政府は直ちに国家運輸安全委員会(NTSB)による調査を開始した。NTSBのマーク・ローゼンカー委員長は、崩落の9時間後に調査委員を数名連れて現地に到着した。彼は一週間近くミネアポリスに留まり、連邦、州、地方の役人との主要な政府の連絡窓口としての役割を務めると共に、調査状況の簡略説明を報道機関に行った。 

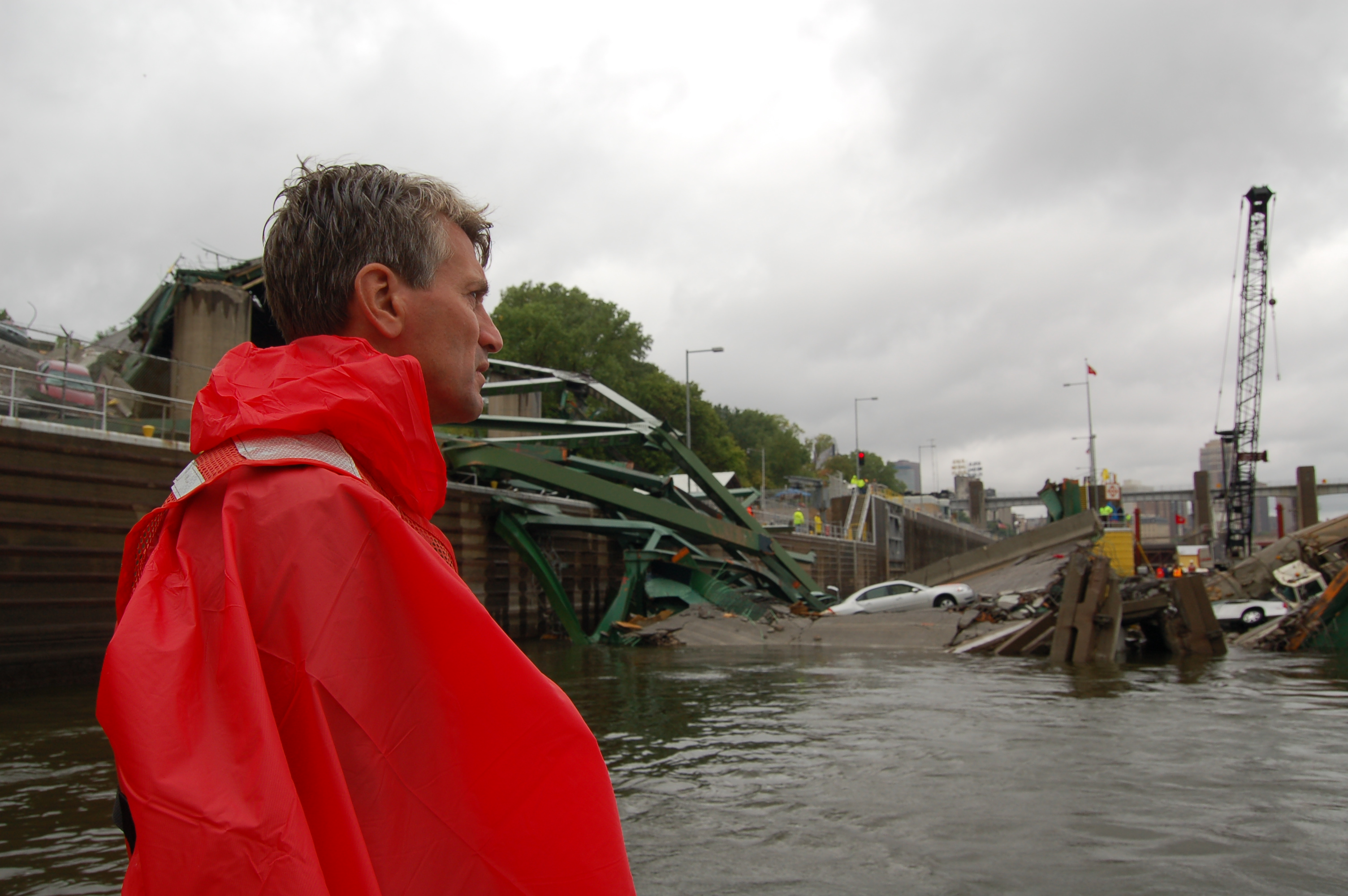
崩落した橋を視察調査するルィバーク市長
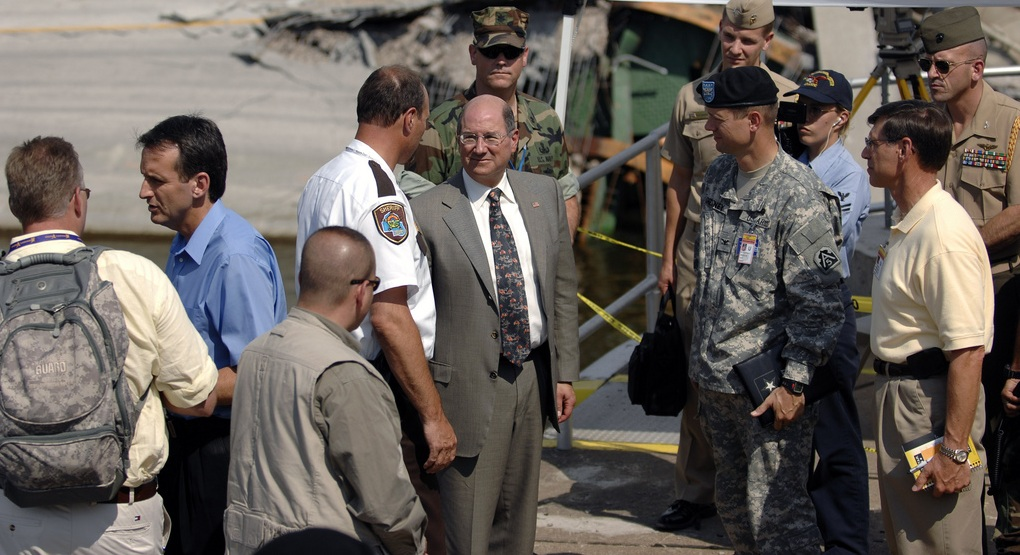
元海軍長官ドナルド・C・ウィンター（中央）による橋の崩落現場視察。左にはミネソタ州知事のティム・ポーレンティもいる。

2007年8月2日、市長のR・T・ルィバークがミネアポリス市に、州知事のティム・ポーレンティーがミネソタ州に非常事態宣言を宣言した。市長の宣言はその翌日にミネアポリス市議会によって承認され、期限を定めず延長された。ホワイトハウス報道官のトニー・スノウによると、崩落の翌朝時点では、ミネソタ州は連邦政府の災害宣言を要請しなかった。ブッシュ大統領はミネソタ州当局者と共に8月4日の現地訪問時に支援を約束し、米国運輸長官のメアリー・E・ピーターズが再建作業を主導すると発表した。市長と知事は、大統領との非公開会談にて詳細な援助要請を出した。現地当局は、8月5日に到着したFBIの物証チームおよび米国海軍潜水士による支援を受けた。 

### 犠牲者
この事故で13名が死亡した。橋の両端にできたトリアージ・センターが症状に応じて被災者50名を地域の病院に振り分け、救急車が不足したために一部をトラック搬送させた。負傷者の多くは鈍的外傷患者だった。南端近くの人達はヘネピン郡医療センターに、北端近くの人達はフェアビュー大学医療センターなど他の病院に送られた。少なくとも22名の子供が負傷した。事故当初から40時間のうちに、11の地域病院が傷病者98名を治療した。
水没した車両は数台だけだったが、多くの人々が橋の崩落した区間で立ち往生していた。数台が車両火災を起こしており、うち1台のセミトレーラー車からは後に運転手の遺体が回収された。消防隊が到着した時、彼らは数ブロック向こうからホースを巡らせて放水作業しなければならなかった。

### 救助活動

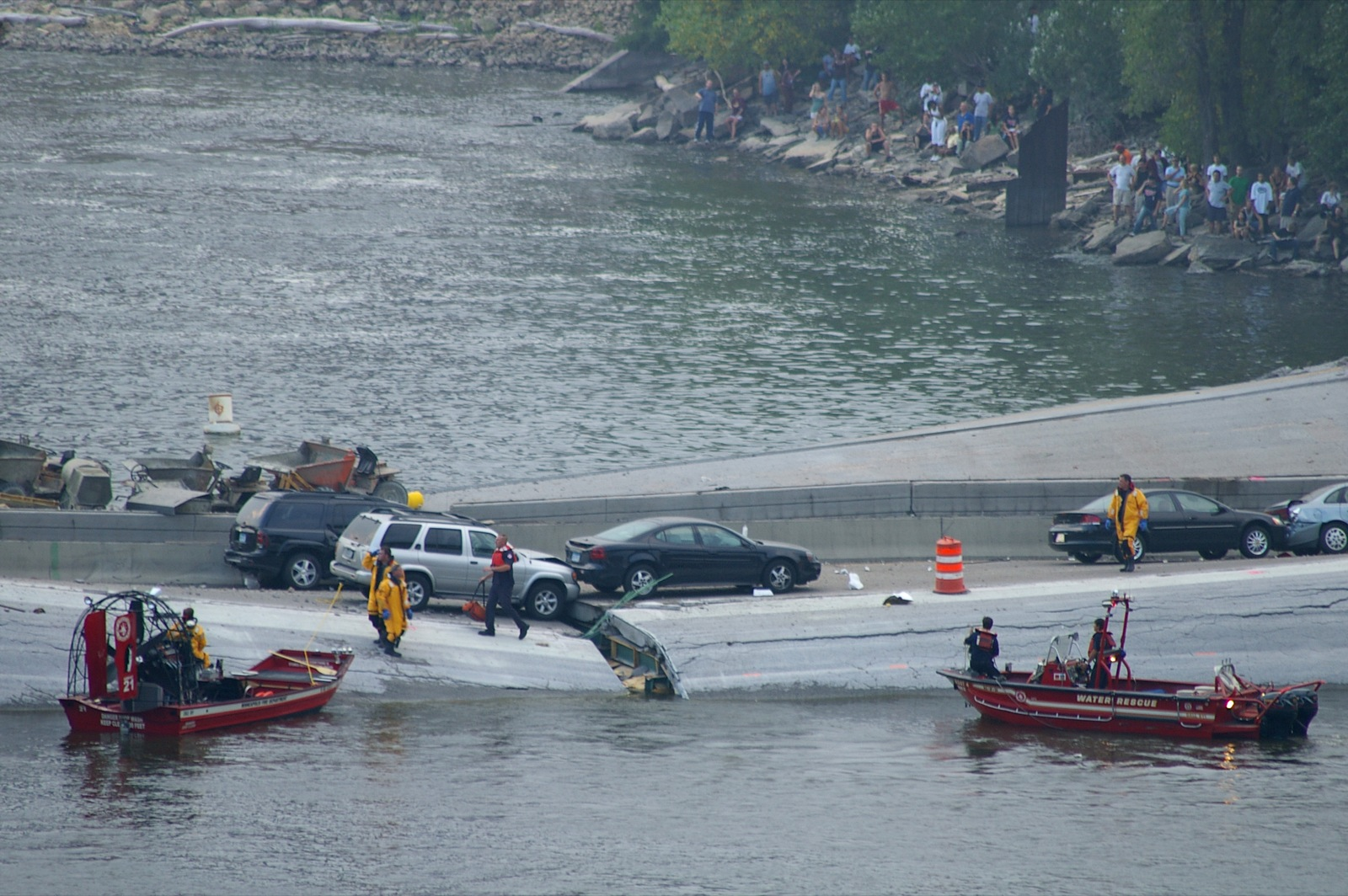
崩落した橋から93人が救助された。この救助活動は約3時間続いた。

一般市民たちは直後から救助活動に取り掛かった。ミネアポリスとヘネピン郡は都市圏じゅうの隣接都市や郡から相互援助を受けた。ミネアポリス消防隊は6分で到着し、迅速な対応で車両に閉じ込められた人々を救出した。彼らはヘネピン郡医療センターをはじめとする救急救命士の助けを借りて、81分で患者145名のトリアージと搬送を行った。翌朝までに彼らは遺体回収に焦点を移した、というのも瓦礫の下に車両数台が閉じ込められており行方不明者も数名いたためである。ヘネピン郡保安官事務所(HCSO)により組織された潜水士20名が、サイドスキャンソナーを活用して濁った水の中に沈んだ車を発見した。瓦礫や急流で作業は難航したが、アメリカ陸軍工兵隊(USACE)がダム下流の水位を60cm下げて水中にある車両への到達を容易にした。民間の土木解体業者Carl Bolander & Sonsがクレーンや重機を幾つか持ち込み、救急隊員のために瓦礫撤去を手伝った。
ミネアポリス消防隊 (MFD) は、西岸にあるアメリカ赤十字社の駐車場内に全米災害管理システムの指令センターを設置した。ミネアポリス警察 、ミネソタ州警察、ミネソタ大学警察がこの一帯の安全を確保して、MFDは陸上活動を管理し、HCSOは水上活動を担当した。市は消防隊75組および警官隊75組を出動させた。
橋に取り残された死傷者の救助は3時間で終了した。市の緊急事態準備局長は「州の橋が郡の川にあり、市の2つの岸辺間に架かっていた。[中略]しかし有能な担当者がいることを知っていたので、これらのことは何ら問題にならなかった」と語った。2001年に起きたアメリカ同時多発テロ事件の翌年に連邦緊急事態管理庁の緊急時管理訓練を受けていたこともあり、市、都市圏、郡、州のあらゆる役職の勤務者が自分たちの役割を知っており、かつ実践していた。彼らの迅速な対処時間は、ミネソタ州と米国国土安全保障省による800MHz移動無線通信への投資も一因だとされており、これはミネアポリス市のほか応対した3郡、崩落現場で活動する救助隊や潜水隊、ミネアポリス市庁舎に創設された緊急事態対応センターなどで運用されていた。

### 復旧作業

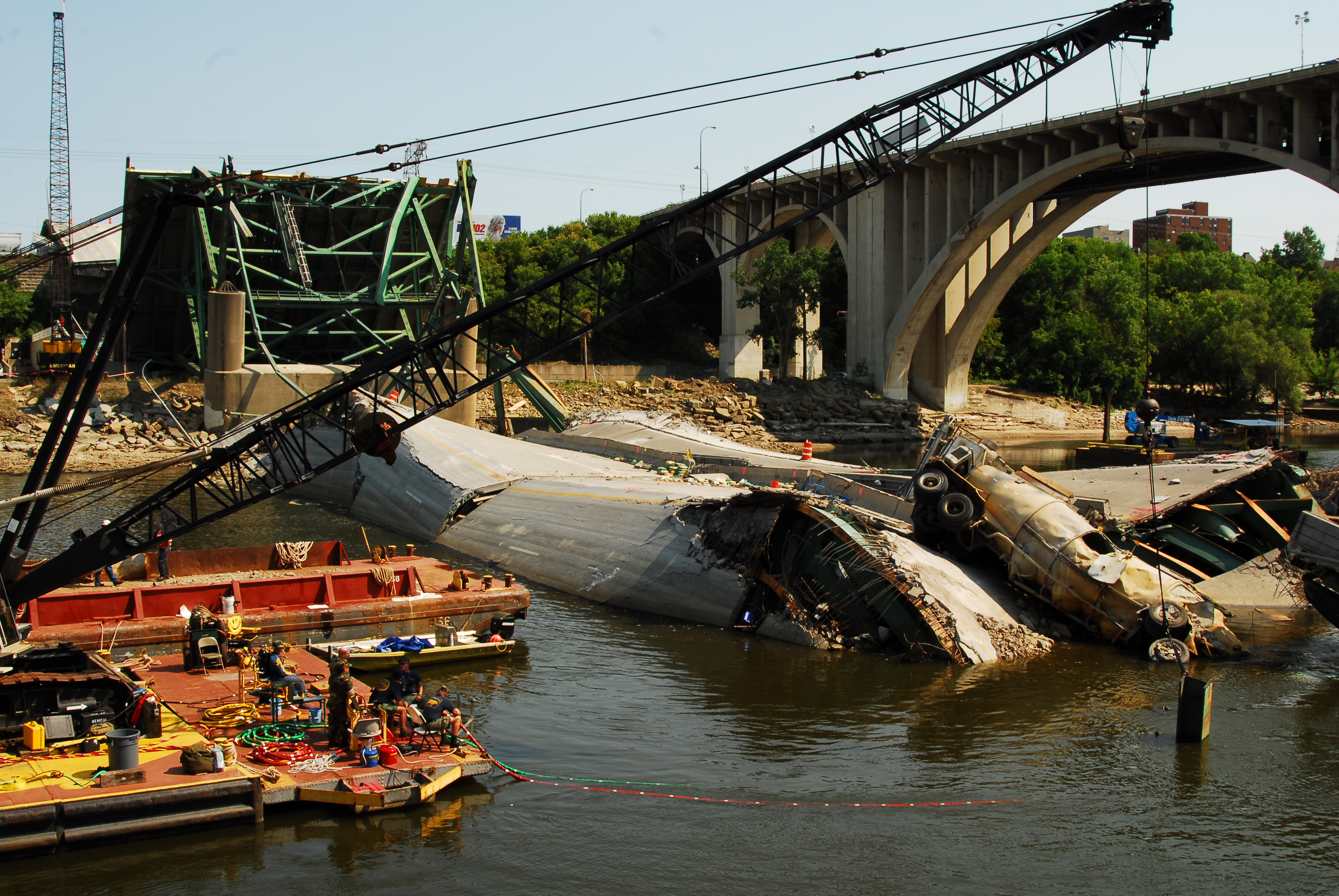
復旧作業でアメリカ海軍の潜水士が米国陸軍工兵隊のはしけから潜水する様子。
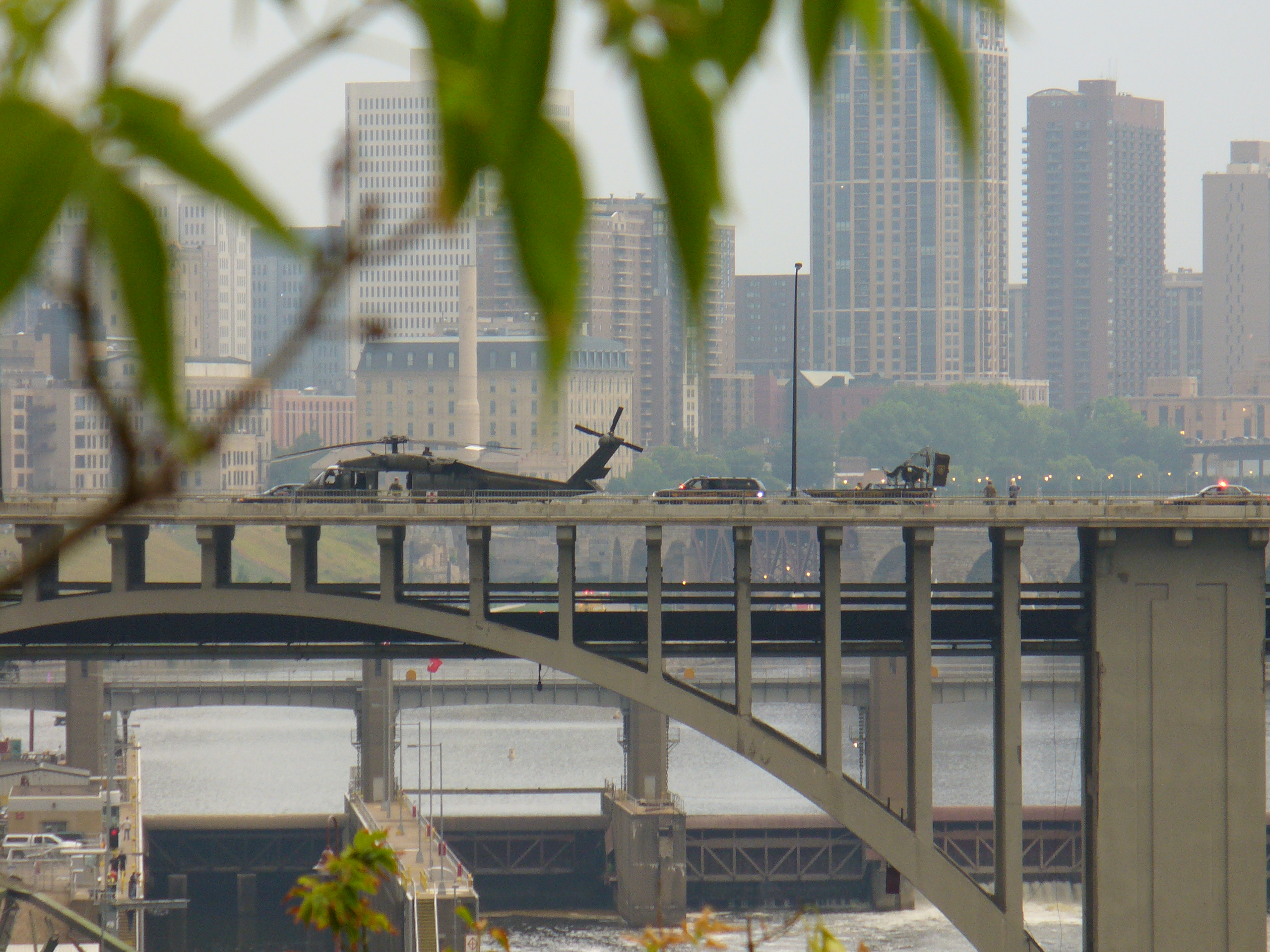
10thアベニュー橋に着陸したヘリコプターとエアボート。

死亡した被災者の収容には3週間以上かかった。国家運輸安全委員長マーク・ローゼンカーの要請により、米国海軍は潜水士17名と指揮統制要員5名を移動潜水サルベージ部隊から派遣した。8月7日に潜水士とFBIの水中証拠捜索対応チームが合流し、FBI提供のサイドスキャンソナーや潜水艦2隻を含めトラック数台分に積まれた特殊装備が運び込まれた。海軍の潜水チームは到着後数時間で川への潜水作業を開始し、以後3週間は任務の復旧部分が完了するまで24時間体制で作業を実施した。
FBIチームは無人潜水艦での捜索を計画していたが、瓦礫箇所や濁った水の中を操縦するには大きすぎるため、この計画を放棄せざるをえなかった。ミネアポリス警察のマイク・マーティン警部は「公安潜水士の訓練されたレベルならお茶の子さいさいで、この事案を簡単にやってのけます。遺体は彼らが岸から岸へと渡っていける水域にあり、車両は潰れていないので中に入っての捜索も可能です。彼らはその幾つかを取り出すことに成功しました。私たちが現在着目しているのは、橋の路面と構造材の下にある車両です」と語った。
ヘネピン郡周辺にある郡の救急隊員やボランティア要員、ウィスコンシン州セントクロワ郡の救急医療・潜水救助隊ほか待機状態だったものも含め、75の地方、州、連邦機関がこの救助と復旧に携わった。連邦政府の支援はアメリカ国防総省、国土安全保障省、陸軍工兵隊、沿岸警備隊からであった。地方自治体を支援したAdventure Diversという民間企業もあった。
地元企業は初動対応者達に、無線インターネット、氷、飲料、食事を寄贈した。救世軍 (宗教法人)は救助作業者に食糧と水を提供した。役職員チームが病院に派遣され、医療施設8か所に搬送された負傷者の事後状況を確認した。
ミネアポリス警察チャプレン部隊局長は、到着すると被災者家族のために家族支援センター(FAC) の設置および運営を依頼された。彼は、市の保健家族省の支援および関連するヘネピン郡公務員達の場所と人員配置を調整した。チャプレン監督官と牧師長は現場に着くと、午後8時までにFACを設置するよう支援した。追加のミネアポリス警察チャプレン達が到着すると、彼らは被害者家族に各種礼拝を執り行い、家族を見つける支援をするなど温和な存在感を醸し出した。8月20日に最後の犠牲者が川から回収された。 
8月8日時点で、500名以上の赤十字職員達が、悲嘆、心的外傷、行方不明、医療の問題を抱える2000人をカウンセリングし、ボランティアの人達は7000食を初期対応者にふるまった。
初期救助に続いて、ミネソタ州運輸局は土木解体請負業者Carl Bolander＆Sonsを留まらせ、崩落した橋の撤去や落下せずに残ったスパンの解体を実施した。 8月18日、潜水士達は一旦水から揚がるも、隊員らは橋の路面、梁、桁といった箇所を除去して潜水での行き来を改善したいと考えていた。8月21日、最後の遺体が残骸から収容された後で、会社作業員は橋の残骸を解体し始めた。作業員はまず橋に足止めされた車両を撤去した。8月18日までに、取り残された自動車とトラック88台のうち80台が警察の保管所に移され、そこで所有者は自分の車を請求できるようになった。その後、作業員はクレーンやコンクリートを破砕する部材を備えた掘削機を使って、橋の路面除去に移った。その後、構造鋼がクレーンで解体され、コンクリートの橋脚は掘削機で取り除かれた。国家運輸安全委員会(NTSB)の職員は、橋の残骸を取り除く際に細心の注意を払って後日の分析のため橋の素材をできるだけ多く残すよう解体作業員に依頼した。10月末までに解体作業は概ね完了し、11月1日には新しいI-35W橋の建設に着手できるようになった。進行中の崩落調査の一環として、橋の残骸の多くは近くのボヘミアン・フラッツに一時保管され、2010年秋にアフトン (ミネソタ州)の保管施設に移された。連邦職員は崩落原因の特定に向けた分析のため、橋の鋼鉄やコンクリートの一部をワシントンD.C.にあるNTSB素材研究所に運ぶことを計画した。またNTSBは目撃者にも聞き取り調査を行った。 

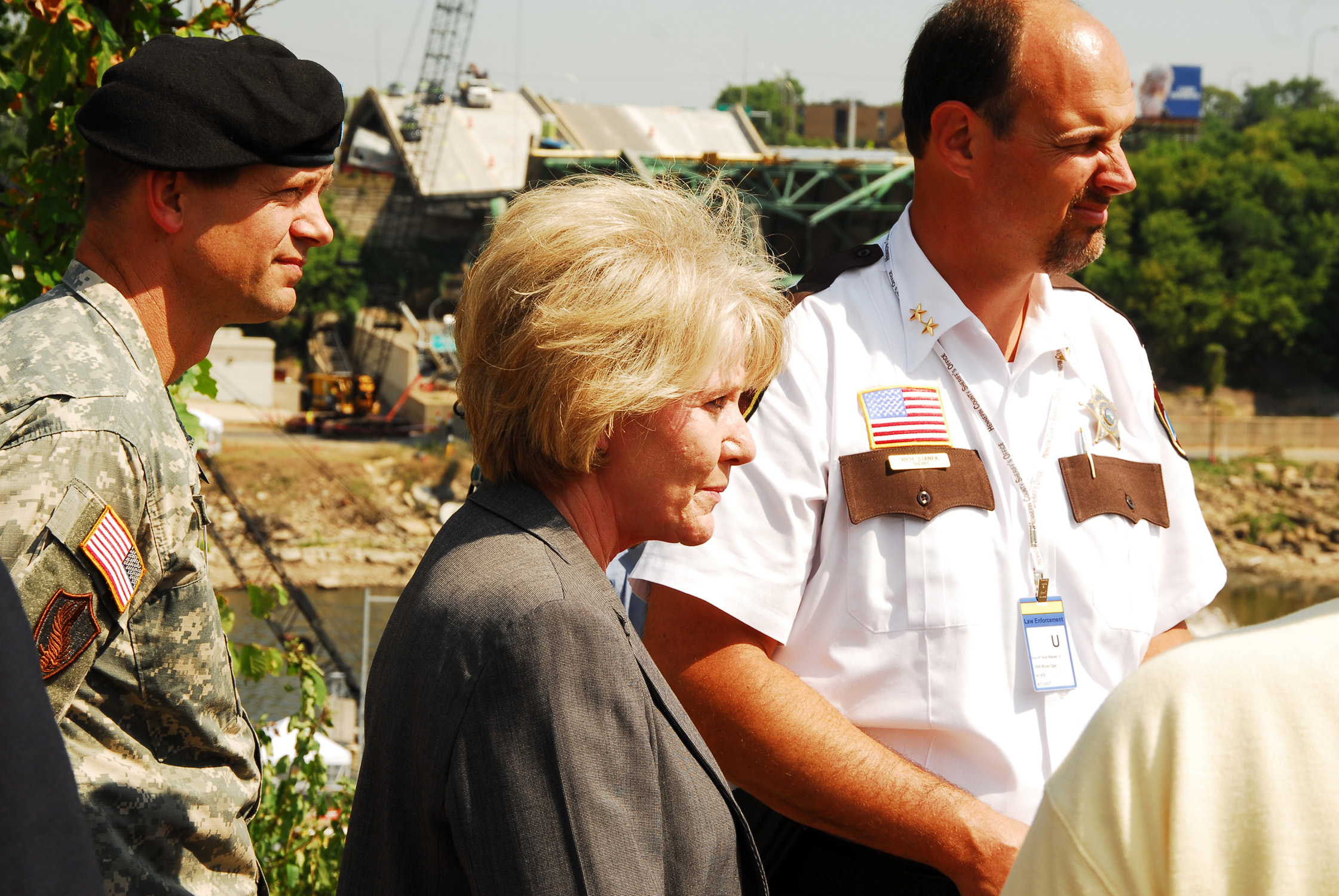
メアリー・E・ピーターズ運輸長官（中央）の視察

ピーターズ長官は、崩落の翌日に米国運輸省がミネソタ州に500万ドルを供与したと発表した。8月10日、長官は「先週の橋崩落をきっかけに通勤用運行をする輸送業務増加に対してミネアポリスに償還する目的」で「ミネアポリス」や「州」に向けて追加の500万ドルを発表した。米国議会は、緊急時の歳出について事案ごと1億ドルという上限を撤廃した。米国上下院は満場一致でミネソタ州への非常時基金2.5億ドルを可決し、8月6日にはブッシュ大統領がこれに署名した。
8月10日、ピーターズ長官は緊急の非常時支援金5000万ドルを表明した。AP通信は、この5000万ドルは2億5000万ドルの頭金ながら歳出委員会による承認がまだ通っていないと伝えた。ミネソタ州は「瓦礫の撤去、交通ルート再編、新たな橋の設計を含む復旧作業」にこの緊急支援金を活用できるようになったとして、ポーレンティ知事が「ミネソタ州の代表として、私達はこのあらゆる支援に感謝しています」と述べた。

### 調査

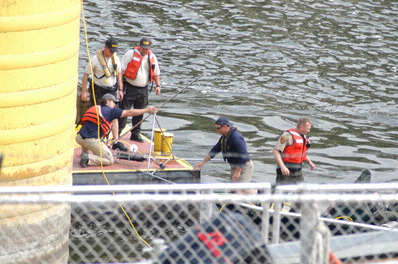
FBI物証チームとヘネピン郡保安官代理がソナーを下ろすところ。
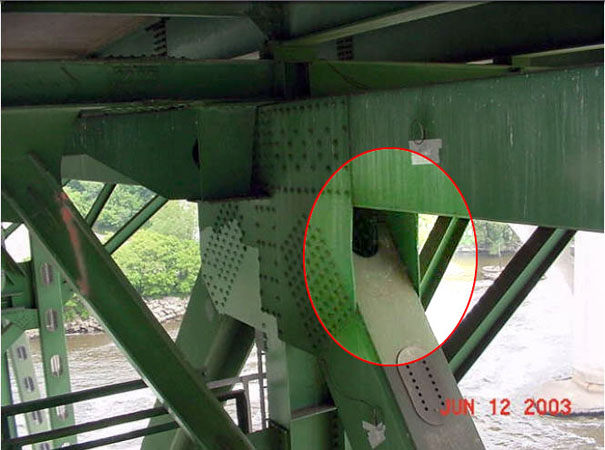
湾曲したガセットプレート。2003年6月撮影

国家運輸安全委員会(NTSB)は直ちにこの調査に着手し、これには最大18か月かかると予想されていた。崩壊直後にポーレンティ知事とミネソタ州運輸局は、NTSBの実施する調査と並行して民間企業(Wiss, Janney, Elstner Associates, Inc.)も不可欠な分析を提供するために選ばれたと発表した 。
崩落の1週間後、作業者達が瓦礫と車両を動かし始め、遺体収容プロセスに移っていった。橋の周辺には、調査を妨害する闖入者を人払いするためのカメラと人感センサが追加設置された。ヘネピン郡保安官は「現時点で我々はこれを犯行現場として扱っている。違法が行われていたことを示すものはないが、崩落の原因を特定できるまでは犯行現場である」と語った。
NTSB勤務者の1人が、この橋で起こりうる破綻シナリオに関する博士論文をミネソタ大学の学生時に書いていた。 破綻モード解析用の橋のコンピューターモデルを含むその論文が、調査の手助けとしてNTSBに活用された。連邦高速道路局(FHWA)は、マクレーン (バージニア州)にある高速道路研究センターに橋のコンピューターモデルを構築した。NTSBの調査官は橋南端の一部が崩落した時に東側に倒れた理由を知ることに特に関心があったが、この現象は崩落の究極的な原因と密接な関係はなかった。
国土安全保障省の職員は、テロリズムが関与している兆候はないと述べた。彼らは崩落原因がまだ特定されていないと強調したが、ピーターズ長官は「橋に余分な重量のかかる建設事業に注意を払う」よう各州に警告した。数日のうちに、橋梁検査が米国各地で追加実施された。

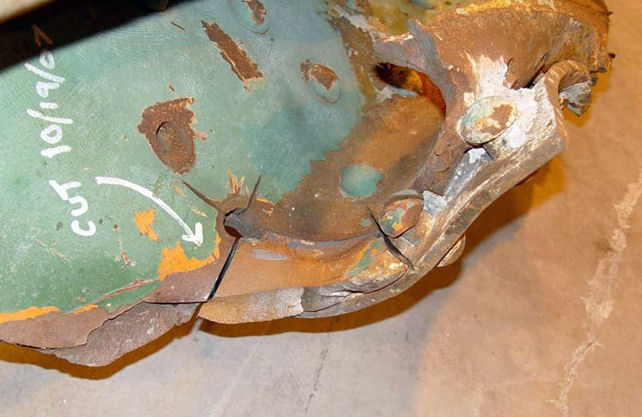
この画像は国家運輸安全委員会(NTSB)の研究技術課によるもので、I-35W橋崩落の鍵となる役割を果たしたガセットプレートの破損を示している。

FHWAは、トラス構造で桁 (建築)を接続するガセットプレートと呼ばれる大きな鋼板に関する設計上の欠陥を特定した後、米国にある同種構造の橋700基を検査するよう各州に提言した。当局者はこうした欠陥がなぜ40年以上にわたる検査で発見されなかったのか疑問を呈した。この欠陥は、ミネソタ州運輸局が崩落原因を調査するために雇った独立系コンサルティング会社(Wiss, Janney, Elstner Associates, Inc.)によって最初に発見された。
2008年1月15日、NTSBは橋の設計に原因があるとの判断を発表し、意図された橋の荷重を支えるには指定されたガセットプレートが小さいサイズで不十分であり、時間経過と共に負荷が増大した点を挙げた。この主張は、ガセットプレートの対需要容量比率を計算した中間報告に基づくものだった。NTSBはこの件について類似設計の橋を再検討するよう勧告した。NTSB会長のマーク・ローゼンカーは次のように述べた。
委員会の調査はまだ進行中で原因可能性の特定には至っていないが、調査の中間結果が注意を要する安全上の問題を明確にした。[中略]残骸の回収中に、調査員は主構の中央スパンにて異なるジョイント位置にあるガセットプレート8か所が破断しているのを発見した。委員会は FHWAの支援を受けつつ、ガセットプレートの設計に重きを置いて、橋の設計を隅々まで見直した。この再検討では、I-35W橋の当初設計が主構トラスにおける一部のガセットプレートのサイズ設定で深刻な間違いを犯していたことが判明した。
2008年3月17日に、耐荷重、設計問題、コンピューター解析とモデリング、デジタル画像解析、サイズの小さい腐食したガセットプレートの分析に関する最新調査をNTSBが公表した。同調査では、2003年6月の橋梁検査写真でガセットプレートの湾曲が写っていたことが明らかとなった。
2008年11月13日、NTSBは調査結果を公表した。崩落の主な原因は、厚さ13mmというサイズの小さなガセットプレートとされた。その設計または建設ミスの一因となったのは、何年にもわたって51mmのコンクリートが路面に追加されたことで静的負荷が20%増加したという事実にあった。もう1つの要因は、崩落時に最も弱い地点のすぐ上の橋に置かれた建設機械と材料の通常ではありえない重量にあった。砂、水、車両からなるその負荷は約262トンと推定された。NTSBは腐食が重要な因子ではないと判断したが、検査官は安全装置が起動する状態なのかを定期的に確認していなかった。

### 補償請求
11月にポーレンティ知事は犠牲者への「100万ドル計画」を発表した。州法には授与額を評価額より下に抑えるという制限がある。この段階では立法措置は不要だった。「行政側は超党派支持の証しとして上下院合同小委員会からの請求の承認を望んでおり」それが受理された。2008年5月2日、ミネソタ州は橋崩落の犠牲者を補償する3800万ドルの合意に達した。
2010年8月、URSコーポレーション（連邦政府の請負業者の1つ）に対する最後の訴訟は、訴訟の長期化を避けるため5240万ドルで和解した。この案件は、無料奉仕を基本に動く新たな法人コンソーシアムを介して処理された。URSはミネソタ州運輸局のために橋梁の疲労解析コンサルティングを実施していた。
ミネソタ州は、橋を設計した企業Sverdrup＆Parcelを引き継いだジェイコブズ・エンジニアリング・グループに対して訴訟を起こした。ジェイコブズは1960年代の設計作業から歳月が経ちすぎていると主張したが、米国最高裁判所は2012年5月にこの上訴を差し戻して、ミネソタ州の訴訟進行を許可した。ジェイコブズは不法行為を認めることのないまま2012年11月に890万ドルを支払い、同訴訟は結審した。

### ビジネス、交通、輸送資金への影響

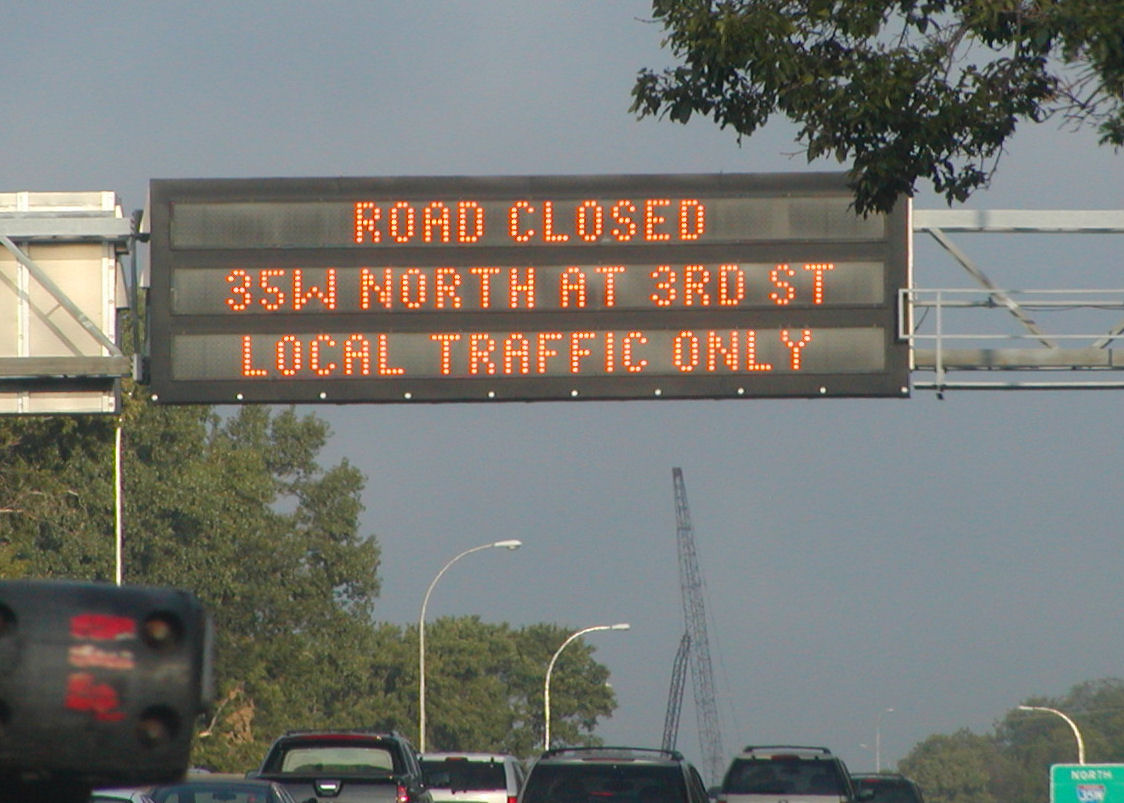
州間高速35Wが閉鎖されたという表示標識
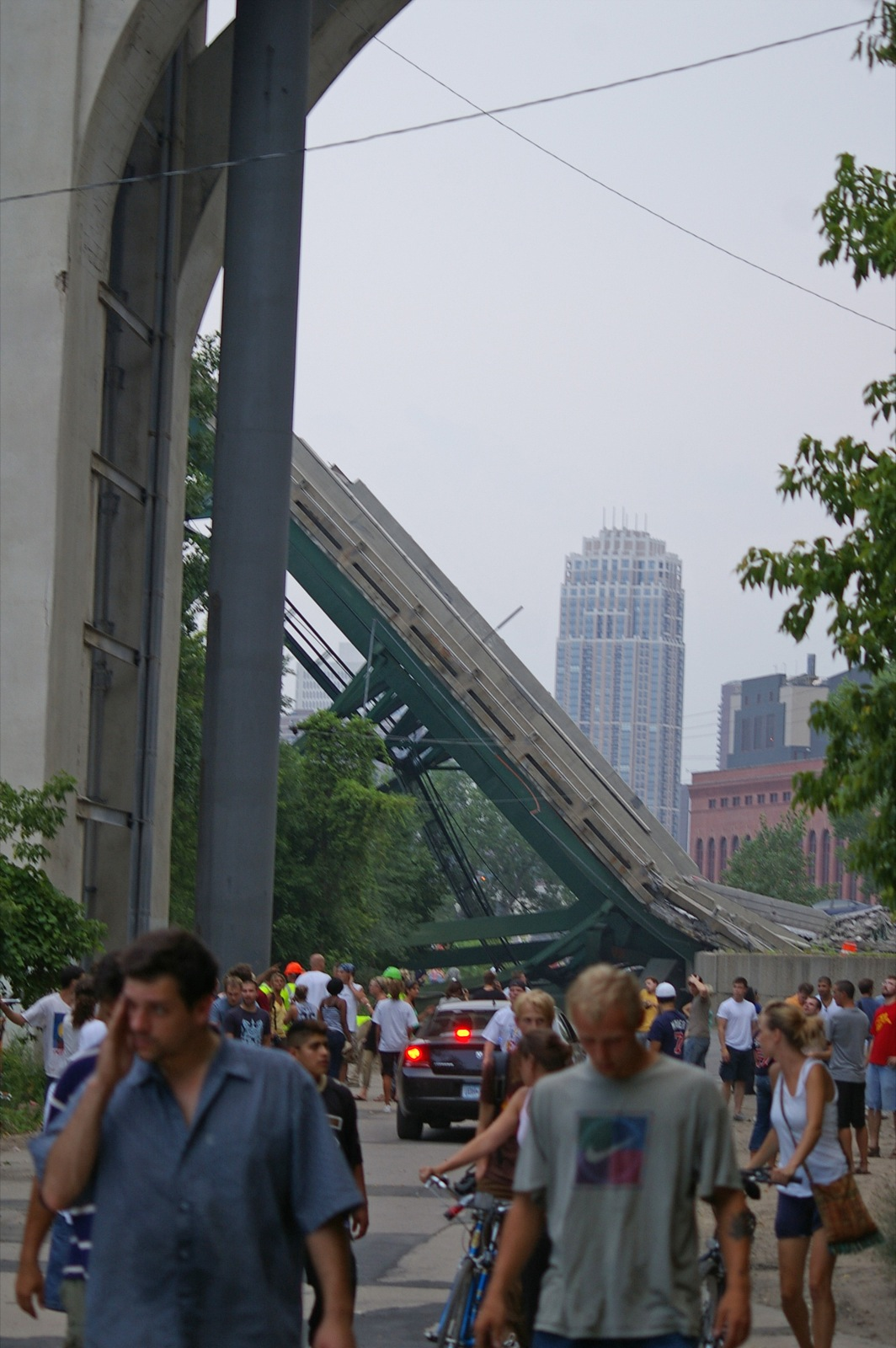
崩落した橋の一区画

この橋の崩落は、河川、鉄道、道路、自転車、歩行者、航空輸送に影響を及ぼした。崩落現場近辺の河川運行や、ミネソタ商業鉄道の支線が崩落で閉鎖された。1ブロック下流でこの橋に並行する10tnアベニュー橋は、8月31日まで車両と歩行者いずれも通行止めとなった。連邦航空局は救出復旧域の半径3海里(5.6 km)を航行規制した。
イギリスのAggregate Industriesは、ミネアポリスではしけによる建設資材輸送を請け負っていたが、事故を契機として操業を停止したことで35人が失業した。
橋の崩落で被害を受けた都市圏の中小企業は、2007年8月27日より米国中小企業庁(SBA)から最大150万ドルの融資を返済最長30年間の金利4%で申請できるようになった。8月20日にポーレンティ知事がSBAに要請した2日後に、ヘネピン郡と隣接郡を対象とした当局の災害宣言が出された。
しかし営業再開しても融資を返済できるかの見通しが立たず、崩落現場近辺の事業者の中には収益の1/4から半分を事故後に失ったケースもあった。商店街の大規模小売チェーン店も似たような損失を出した。2008年1月初頭時点で、少なくとも1事業が閉鎖され1つが閉鎖予定だと発表されており、SBA申請8件のうち7件は承認されず、ある商店主はもうこれ以上の借入ができないと説明した。 
橋を渡る交通の70%は繁華街へと向かうものだった。ミネソタ運輸局は迂回情報を公表し、5-1-1に電話することでリアルタイムの交通情報を得られるようにした。この地域で指定された代替ルートはミネソタ州道280号線で、交差点への進入路を全て閉鎖することで出入り制限付きの高速道路に転用した。他の交通は州間高速道路の694号、494号、35E号へと迂回させた。幾つかの高速道路では、広い路肩をなくして車線を再塗装したり様々な交通難所（車線が狭くなる等の渋滞が起きやすい場所）を拡張することで、車線の数を増やした。
ラッシュ時には北部郊外のパークアンドライド地点から追加のバスが増発された。州間高速35W号と州道280号線にある放置車両は直ちに牽引された。8月6日、州間高速35W号線は失われた区間の両側にある進入ランプで地元の交通に開放されたが、 一部のランプウェイは閉鎖されたままだった。
余波として、ミネソタ運輸局に適切な維持管理資金を提供するため州の燃料税を上げるよう州議会に圧力が掛けられた。最終的には、この法案に対するポーレンティ知事の拒否権が無効となって、1ガロンあたり0.055ドルの増税となった。

### 公的イベントとメディア

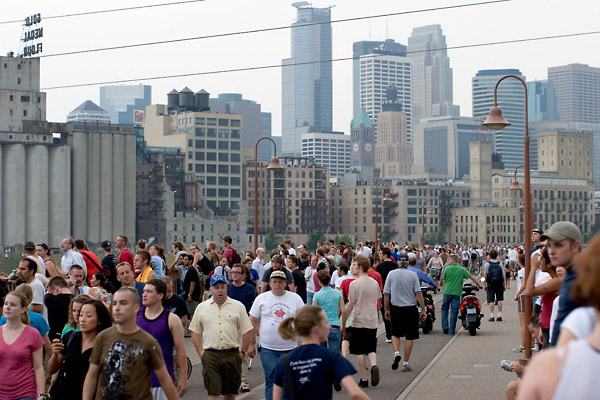
市内にある別の橋 (Stone Arch Bridge (Minneapolis)) からの見物人
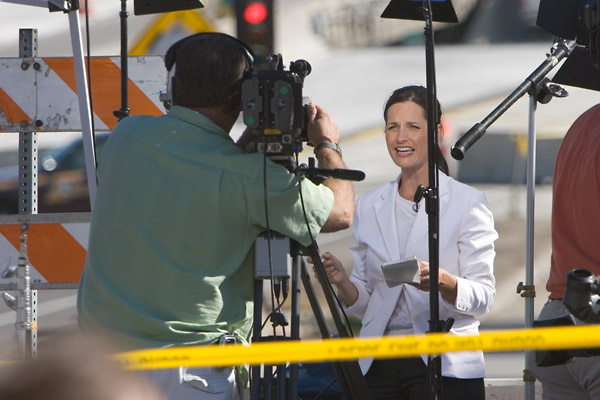
事故現場はTVクルーによって背景として活用された（ここではMSNBCのコンテッサ・ブルーワーが伝えている様子）。

ミネソタ・ツインズは事故の夕方に対カンザスシティー・ロイヤルズのホームゲームを、州間高速35W道路のすぐ西にあるヒューバート・H・ハンフリー・メトロドームで予定通りに実施した。治安当局者がチームに伝えたのは、延期すると崩落した橋から数ブロックのみ最大25000人規模の逆入する交通が発生するため、試合延期が救助復旧活動の妨げになりかねないとの事だった。試合前に崩落犠牲者への黙祷が行われた。ただしツインズは、8月2日の試合およびミネアポリス繁華街に設置されるターゲット・フィールドの鍬入れ式（起工式）を延期した。ツインズとミネソタ・バイキングスはメトロドーム内バックネットの壁に"8-1-07"の日付が入ったI-35W道路標識を模したデカールを張ることで崩落犠牲者を悼んだ。このデカールは2007年シーズン終了までそのままだった。
国内外の報道機関がこの崩落に関心を寄せた。崩壊の夕方に、CNN、MSNBC、FNCが現地AMラジオ局のWCCO-AM(830)やKSTP(1500)と共に夜通しで報道生放送を伝え、営業時間の報道の大部分はミネアポリス・セントポール都市圏のニュース各局(WCCO-TV、KSTP-TV、KMSP-TV、KARE-TV、ミネソタ公共ラジオ局）から衛星経由で伝えられた。米国テレビ網では、CBSがケイティ・クーリックを、NBCがブライアン・ウィリアムズとマットラウアーを、MSNBCがコンテッサ・ブルーワー、ABCがチャールズ・ギブソン、CNNがソレダード・オブライエンとアンダーソン・クーパー、FNCがグレタ・ヴァン・サステレンとシェパード・スミスを、ニュース司会者として現地に派遣して放送した。国内および地方の橋の安全性に関心を寄せた米国の報道機関は、Investigative Reporters and Editors（記者と編集者の調査）という連邦情報データベースを維持管理する組織から橋の情報について記録的な数の問い合わせを行った。報道メディアは、ミネアポリス橋崩落後の最初の24時間に、それ以前の過去20年間におけるどの日よりもNational Bridge Inventory（全米橋梁目録）のデータ問い合わせを増やした。

### 災害宣言
2007年8月7日にヘネピン郡行政委員会は評決を行い、ジョージ・W・ブッシュ大統領にミネアポリス市とヘネピン郡を大規模災害地域に宣言してもらうための嘆願をポーレンティ州知事に要請した。約2週間後の8月20日に、ポーレンティは大規模災害の指定を請願した。その月別災害宣言に関する後のプレスリリースで、彼は「通常なら、被害の暫定評価が完了してから緊急災害宣言を請願することになる」と述べた。
8月21日、ミネアポリス=セントポール合同空軍基地におけるブッシュ大統領との記者会見報告の場で、ポーレンティは緊急対応の総費用を800万ドル超と推算し、救助と復旧にかかるヘネピン郡の費用が730万ドルでこれ以外の州政府機関の費用を120万ドルなどと見積もった。彼はこの崩落での州の損失を1日あたり40万から100万ドルと推測した。
その日にブッシュはミネソタ州に対して大規模災害宣言ではなく緊急事態宣言を発令し、地方と州の当局が8月1日から15日にかかった費用を連邦緊急事態管理庁(FEMA)から回収できるようにした。FEMAは指定がなされたヘネピン郡に緊急保護措置（FEMAカテゴリーBの一部）に必要な支払いを75%以上の連邦資金で提供でき、当初は最大500万ドルとの制限があった。ポーレンティは日付の制約と基金上限を無くすよう要請する計画を立てた。FEMAの援助は郡の人命救助、公共の安全と健康の保護、改善された資産への被害軽減について補償可能だが、被害者の災害に関連する要望、瓦礫の撤去、橋や河岸の修復、ほか様々な分野の要望については無理だった。

## 橋の再設置

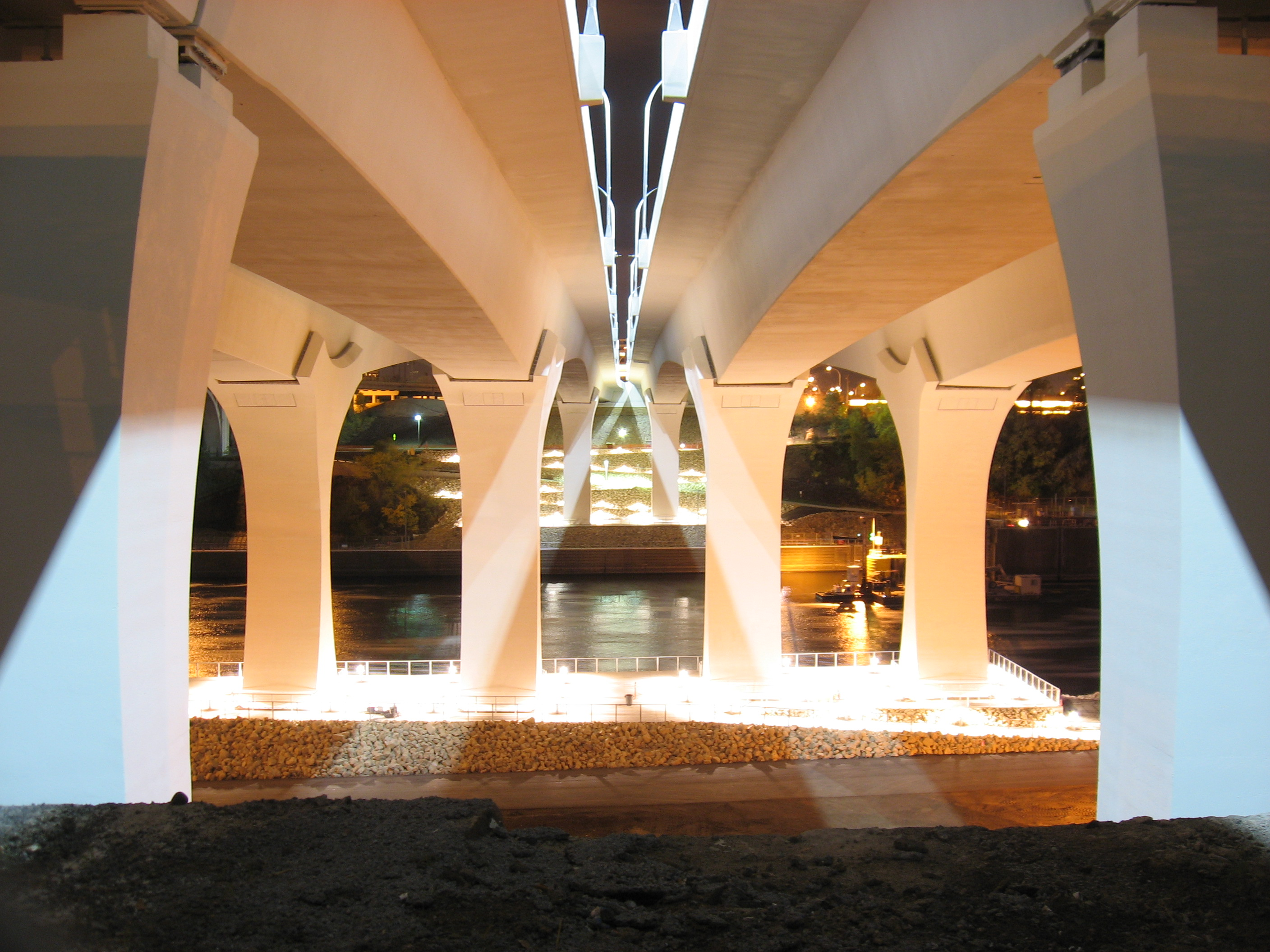
再設置された新たな橋の橋脚

崩落したI-35Wミシシッピ川橋の取替え（で造られた橋）は、元の橋と同じ場所でミシシッピ川を渡り、州間高速道路35W号線にて南北の交通を運んでいる。通勤者や貨物トラックを運ぶための重要な接続という高速道路の機能のため、それは予定を早めて建設された。
ミネソタ運輸局は2007年9月19日に、建設会社2社が2億3400万ドルで取り換えの橋を建設すると発表した。 2008年9月18日に新たな橋 (I-35W Saint Anthony Falls Bridge) が開通した。革新的なデザインビルド方式の引渡し手法を使用して、この橋は予定より3か月早く取り換えられて開通し、米国デザインビルド研究所から2009年の「最優秀総合デザインビルド事業賞(Best Overall Design-Build Project Award)」を受賞した。

## 追悼

### 追悼式典
多くの犠牲者がまだ行方知れずだった2007年8月5日に、聖マルコ大聖堂 (ミネアポリス)で行われた宗教間を超える癒しの礼拝に約1400人が集まった。登壇者の中には、キリスト教、イスラム教、ユダヤ教、ヒンドゥー教、アメリカ原住民やヒスパニック系の共同体、警察、消防、救急隊員、知事、市長、聖歌隊、幾人かのミュージシャンなどの代表がいた。8月7日午後6時05分、ナショナル・ナイト・アウトの最中にミネソタ住民は1分間の黙祷を捧げた。8月8日、米国赤十字のツインシティーズ支部はこの悲劇の犠牲者を追悼して、米国旗、ミネソタ州旗、米国赤十字旗を半旗に落とした。ゴールドメダル・パーク (Gold Medal Park) は、花束や追憶の品々を死亡者に手向けたい人達の集まる場所となった。8月15日の市議会での演説中、ルィバーク市長は個々の犠牲者を偲んだ。 

### 記念庭園
35Wブリッジ・リメンブランス・ガーデン(35W Bridge Remembrance Garden)はこの橋崩落の犠牲者および生存者を記憶に留める記念庭園で、ミネアポリスに置かれている。この記念庭園は橋崩落の4周忌となる2011年8月1日に開園された。ミネソタ州知事のマーク・デイトンとミネアポリス市長が開園式に出席してスピーチを行なった。式典では犠牲者13人の名前が読み上げられ、4年前の崩落時刻である午後6時05分ちょうどに黙祷が捧げられた。その後、亡くなった人々を追悼して13羽の鳩が放たれた。
この90万ドルの記念庭園はミネアポリス財団による資金供与を受けており、土地は現地の独立行政法人 (Minneapolis Park and Recreation Board) より提供された。記念庭園の設計は、生存者や犠牲者の遺族と共にトム・オスランドによって制作された。
この庭園最大の特徴は、13本のI形鋼と磨りガラスの円柱である。各柱には、亡くなった人の名前がその人の逸話と共に彫られており、母国語で書かれているものも幾つかある。13柱の列の全長は81フィート(25m)で、これが崩落の日付（8月1日）を表している。13本の柱の後ろには黒い花崗岩でできた水の流れる壁がある。この壁には「私達の人生は起こった事だけで決まるのではなく、それに直面してどのような行動を採るかで決まります。人生が私達にもたらす出来事だけで決まるのではなく、私達が人生を動かすことによって決まっていくのです。無私の行動と共感が、悲劇的な出来事から揺るぎない共同社会を創り上げるのです」との文言がステンレス鋼で入れられている。またこの文言と一緒に生存者171人の名前が黒い石に刻まれている。記念碑の別の箇所には、ミシシッピ川と新しいI-35W橋を見下ろせる崖に続く小径がある。夜には、柱と小径と水壁がLED照明で照らされる。 

### 音楽的オマージュ
2008年5月、オスモ・ヴァンスカが作曲した『The Bridge（橋）』という交響曲がメトロポリタン管弦楽団によって初演された。ヴァンスカ自身が世界初公演に参加した。
ラ・ディスピュートのサードアルバム『Rooms of The House』は幾つかの災害に言及しているが、楽曲「35」がこの事件を記述したものである。

### 2012年の追悼
2012年、インスタレーション芸術家のトッド・ボスがスウェーデンの芸術家Maja Spasovaと共同で橋崩落の追悼作品を制作した。このインスタレーションは35の連詩『Fragments for the 35W Bridge』と合わせて展示された。

## 日本での反響
この事故報道を受けて、日本の橋も安全基準を満たしているか懸念する声が上がった。国土交通省が調査を行った結果、全国の自治体のうち7県および1567区市町村で橋の点検を行っていなかった事が判明した。